# 32054 Musunuri
32054 Musunuri è un asteroide della fascia principale. Scoperto nel 2000, presenta un'orbita caratterizzata da un semiasse maggiore pari a 2,3099116 UA e da un'eccentricità di 0,0916497, inclinata di 5,46094° rispetto all'eclittica.